# Paolo Negro
Paolo Negro (Arzignano, 1972. április 16. –) olasz válogatott labdarúgó. Posztját tekintve hátvéd. Jelenleg alacsonyabb osztályú csapatoknál edzősködik.

## Pályafutása

### Klubcsapatokban
Pályafutását a Bolognaban kezdte 1990-ben. Az olasz első osztályban 1990. október 28-án mutatkozott be egy Genoa CFC elleni bajnokin. Két év alatt egy híján 50 mérkőzésen szerepelt a Bologna színeiben, melyből a második idényét a B osztályban töltötte. 1992-ben a Bresciahoz igazolt, ahol mindössze egy szezont játszottt és távozott. A Lazio csapatához szerződött, ahol 12 éven keresztül volt a csapat meghatározó tagja. A kupagyőztesek Európa-kupájának 1998–1999-es sorozatának döntőjében 2–1-re legyőzték a spanyol Mallorca együttesét, amivel a megszűnő KEK-sorozat utolsó győztesei lettek. Ennek jutalamként pályára léphettek az UEFA-szuperkupa 1999-es döntőjében is, amit szintén megnyertek a Manchester United ellen 1–0-ra. Az 1999–2000-es szezon végén olasz bajnoki címet és kupagyőzelmet szerzett. 2005. nyarán az Sienahoz igazolt. A 2006–2007-es idény utolsó fordulójában gólt szerzett volt csapata a Lazio ellen egy 2–1-es Siena győzelemmel végződő mérkőzésen. Ennek köszönhetően bent maradtak az első osztályban és a Chievo volt kénytelen búcsúzni. A sikeres bent maradást követően befejezte játékos pályafutását.

### A válogatottban
Az olasz U21-es válogatott tagjaként játszott az 1994-es Európa-bajnokságon, ahol U21-es Európa-bajnoki címet szereztek. 
Az olasz válogatottban 1994. november 16-án egy Horvátország elleni 1996-os Európa-bajnoki selejtezőn mutatkozott be, melyet 2–1 arányban elveszítettek az olaszok hazai pályán. Részt vett a 2000-es Európa-bajnokságon, ahol a döntőt drámai körülmények között veszítették el Franciaországgal szemben. A nemzeti csapatban 1994. és 2000. között összesen 8 alkalommal lépett pályára.

## Sikerei, díjai

### Klubcsapat
SS Lazio
- Olasz bajnok (1): 1999–2000
- Olasz kupagyőztes (3): 1997–98, 1999–00, 2003–04
- Olasz szuperkupagyőztes (2): 1998, 2000
- KEK-győztes (1): 1998–99
- UEFA-szuperkupagyőztes (1): 1999

### Válogatott
Olaszország
- Európa-bajnoki második (1): 2000

Olaszország U21
- U21-es Európa-bajnok (1): 1994

## Külső hivatkozások
- Statisztika a tutto calciatori – honlapján
- Paolo Negro – a National-football-teams.com honlapján